# Victor-Jean Perrin
Pour les articles homonymes, voir Perrin.
Victor-Jean Perrin, né le 7 août 1894 à Segré (Maine-et-Loire) et mort le 31 janvier 1971 à Rennes, est évêque émérite d'Arras, de Boulogne et de Saint-Omer.

## Biographie
Fils de parents bretons, Victor-Jean Perrin fit ses études secondaires à Rennes puis à Saint-Malo. Il entra au grand-séminaire en 1911.
Mobilisé au début de la Première Guerre mondiale, il termina le conflit avec le grade de lieutenant.
Ordonné prêtre le 21 mai 1921, il fut envoyé au séminaire français de Rome où il obtint un doctorat de théologie.
À son retour au diocèse de Rennes, il fut successivement professeur d'histoire sainte au grand séminaire de cette ville, de 1923 à 1933 puis supérieur du collège diocésain de Saint-Malo de 1933 à 1938. Il fut nommé vicaire général en 1938.
Mobilisé une nouvelle fois en 1939-1940, il refusa de se constituer prisonnier aux Allemands lors de leur entrée dans la ville de Rennes.
Nommé évêque d'Arras (Pas-de-Calais), par le pape Pie XII, le 3 novembre 1945 en remplacement d'Henri-Édouard Dutoit, démissionnaire après la Libération, Perrin fut consacré le 19 janvier 1946. Sa nomination à ce siège épiscopal le rendit de droit président de l'Association du Monument de Notre-Dame de Lorette (secrétariat : 4, rue des Fours, à Arras). Il prit cette nouvelle fonction à cœur, des milliers de soldats bretons reposant à Notre-Dame de Lorette. En outre, des centaines d'associés bretons étaient inscrits sur les registres de la dite association. Il eut pour secrétaire général Joseph-Marie Chappe, futur évêque du Puy-en-Velay (Haute-Loire).
Il quitta Arras après sa nomination, le 26 novembre 1961, au diocèse in partibus de Blaundus (de). Il démissionna de ses fonctions le 10 décembre 1970. Il meurt le 31 janvier 1971.

## Sources
- "L'Echo de N.-D. de Lorette", n° 2,  4e trim. 1945, p. 1.

- Ressource relative à la religion :   - Catholic Hierarchy
- Notices d'autorité :   - VIAF
  - ISNI
  - BnF (données)
  - IdRef